# 危险时空的恋人
《危险时空的恋人》是Asteroid Base开发的一款横版动作游戏，2015年9月发行，适用于Microsoft Windows、OS X、Linux、Xbox One、Nintendo Switch、PlayStation 4平台。游戏中玩家和一个搭档帮助星球抵挡机器人的侵略，也需要躲避宇宙飞船周围的伤害。完成一个个任务后能够提升健康值或等级。玩家间的配合是过关的重要因素。该游戏是由Matt Hammill、Jamie Tucker和Adam Winkel设计的，曾获IGF视觉艺术奖。